# Herman Ngoudjo
Herman Ngoudjo est un boxeur camerounais naturalisé canadien, né le 25 juin 1979 à Douala.

## Carrière

### Parcours amateur
En 1997, à 18 ans, il obtient une médaille de bronze aux Jeux de la francophonie dans la catégorie des poids coqs (- 54 kg), après s'être incliné en demi-finale face au futur vainqueur, le tunisien Moez Zemzeni (5-0).
En 1998, il remporte la médaille d'argent des jeux du Commonwealth, en s'inclinant 19-13 face au tanzanien Michael Yomba en finale.
L'année suivante, il décroche une médaille de bronze aux Jeux africains de 1999.
En 2000, il participe aux Jeux olympiques de Sydney où il est éliminé dès le premier tour par le kyrgyz Talaybek Kadyraliev.
En 2001, pour sa première grande compétition dans la catégorie des poids plumes (-57 kg), il remporte une médaille de bronze aux Jeux de la francophonie, organisés à Ottawa. Avec certains de ses coéquipiers, il en profite pour rester au Canada et ne pas retourner au Cameroun.

### Parcours professionnel
Le 22 novembre 2003, il remporte son premier combat professionnel à Montréal, où il réside, face à Stephane Savage. Le 26 février 2005, il bat le vénézuélien Eloy Rojas et devient champion d'Amérique du Nord NABF des poids super-légers.